# David Ottey
David Ottey (Reino Unido, 5 de agosto de 1955) es un atleta  retirado, especializado en la prueba de lanzamiento de jabalina en la que llegó a ser subcampeón olímpico en 1984.

## Carrera deportiva
En los JJ. OO. de Los Ángeles 1984 ganó la medalla de plata en el lanzamiento de jabalina, llegando hasta los 85.74 metros, tras el finlandés Arto Härkönen y por delante del sueco Kenth Eldebrink.